# Félix Balyu
Félix Balyu (ur. 5 sierpnia 1891 w Brugii, zm. 15 stycznia 1971) – belgijski piłkarz występujący podczas kariery na pozycji pomocnika. Złoty medalista z Antwerpii.

## Życiorys
Balyu całą swoją karierę klubową spędził w Club Brugge. Zdobył z nimi raz mistrzostwo Belgii oraz także raz zwyciężył w pucharze Belgii.
Swój jedyny występ w kadrze narodowej zaliczył na Letnich Igrzyskach Olimpijskich 1920 w Antwerpii w meczu ćwierćfinałowym z reprezentacją Hiszpanii. Belgowie wygrali ten mecz, a także cały turniej, jednak Balyu już na boisku się nie pojawił.

### Występy w reprezentacji w danym roku
| Repreezentacja | Rok     | Mecze | Bramki |
| -------------- | ------- | ----- | ------ |
| Belgia         | 1920    | 1     | 0      |
| Ogólnie        | Ogólnie | 1     | 0      |